# 서울매동초등학교
서울매동초등학교(서울梅洞初等學校)는 대한민국 서울특별시 종로구 필운동에 있는 공립 초등학교이다. 갑오개혁 이후 서울에 설립되기 시작한 최초의 근대식 초등 교육기관 중 하나이다.

## 학교 연혁
- 1895년 9월 26일 관립장동소학교 개교
- 1895년 11월 15일 관립매동소학교로 개칭 및 이전(종로구 통의동)
- 1906년 9월 1일 관립매동보통학교로 개칭
- 1911년 11월 1일 매동공립보통학교(4년제)로 개칭
- 1933년 1월 19일 현 위치로 이전
- 1938년 4월 1일 경성매동공립심상소학교로 개칭[1]
- 1941년 4월 1일 경성매동공립국민학교로 개칭[2]
- 1991년 9월 5일 본관 건물 신축(32실)
- 1995년 11월 15일 개교 100주년 기념행사
- 1996년 3월 1일 현재 교명으로 개칭[3]
- 2010년 2월 11일 제100회 졸업식(남 29명, 여 19명, 계 48명)
- 2012년 4월 1일 예절실 개관
- 2013년 8월 1일 아리수 음수대 및 야외학습장 개관
- 2016년 2월 18일 제106회 졸업식(남 27명, 여 23명, 계 50명)
- 2016년 3월 1일 15학급 편성(특수 1학급 포함)
- 2017년 2월 17일 제107회 졸업식(남 22명, 여 14명, 계 36명)
- 2017년 3월 1일 16학급 편성(특수학급 1학급 포함)
- 2017년 3월 7일 장애인 엘리베이터 설치
- 2017년 4월 11일 옥상방수공사 및 화재 소방시설 교체
- 2018년 2월 13일 제108회 졸업식(남 28명, 여 16명, 계 44명)
- 2018년 2월 20일 학교 후문공사 및 복도 도색
- 2018년 3월 1일 16학급 편성(특수학급 1학급 포함)
- 2018년 8월 19일 창의융합형 과학실험실 환경구축
- 2019년 1월 21일 화장실 환경 개선 공사 완료
- 2020년 9월 1일 제26대 장영희 교장 부임
- 2020년 8월 10일 실내 내부도장공사, 본관동 치장 벽돌 개선공사
- 2020년 8월 13일 방송실 리모델링

## 학교 상징
- 매화: 만물이 추위에 떨고 있을 때 꽃을 피우는 매화의 인내심과 끈질긴 노력으로 자신의 의지를 성취시키자는 의미를 지님.
- 소나무: 비바람과 눈보라의 역경 속에서도 푸르름을 간직하는 꿋꿋한 절개를 본받아 푸른 기상을 안고 바르게 성장하자는 의미를 지님.

## 참고 문헌
- 서울매동초등학교 - 한국교육학술정보원 학교알리미

## 같이 보기
- 매동공립보통학교 정구단